# 王稚
王稚（？年—？年），字叔起，東漢末期益州廣漢郡郪縣人，為將作大匠王堂幼子。官府曾派人聘他為太常，但他不願做官而作罷。

## 生平
王稚為將作大匠王堂幼子，與王商同宗。此人淡泊名利不願做官，東漢朝廷十五次派員前來聘僱他，甚至欲給他二千石大官甚至太常之職，都不肯。八十一歲時病逝，門人考慮到他的生平言行，向朝廷建議應給予其諡號「憲父」(一作憲文)。建安八年(西元203年)劉璋擔任益州牧時，東漢朝廷又派人用安車聘僱他，但這年他早已過世。

## 家庭

### 父
王堂

### 母
文極

## 評價
- 常璩：憲父懸車。